# がんばれ元気
『がんばれ元気』（がんばれげんき）は、小山ゆうによる日本の漫画。ボクシングを題材にしている。

## 概要
1976年から1981年にかけて『週刊少年サンデー』（小学館）に連載された。単行本は、小学館少年サンデーコミックスより全28巻、ワイド版が全12巻刊行されている。第22回小学館漫画賞少年少女部門受賞作品。
『あしたのジョー』（原作：高森朝雄・作画：ちばてつや）と並んでボクシング漫画の名作に挙げられる作品である。劇画調の迫力のある試合描写や、主人公を取り巻く人々の人間ドラマは本作の見どころとなっている。
かつて『あしたのジョー』に感銘を受けた小山ゆうが、戦いの中で成長する物語を描きたいとして、これまで執筆した作品に用いていたギャグは一切使わずに連載を開始した。歴史的大ヒット作となった『あしたのジョー』を意識するなど、既存のスポ根ものの図式を忠実に踏まえつつも、アウトローの魅力をふんだんに盛り込んだ『ジョー』とは異なり、「明るさや優しさがあり、真面目」な主人公像や、「貧乏な家庭に育ち幼くして両親を失うが、裕福な母方の祖父母に引き取られ不自由のない生活を送る」といった境遇を描ききり、ボクシング漫画における新機軸を打ち出した。
作者は本作について、『あしたのジョー』とは全て逆の物語にしようと考えて執筆したことを語っている。その象徴として、主人公・堀口元気の師匠にあたる父・シャーク堀口が、『あしたのジョー』における丹下段平や『巨人の星』における星一徹のように、自らの果たせなかった夢を弟子に託そうとしない点が挙げられる。

## 評価
漫画評論家の米沢嘉博は、『あしたのジョー』で死を描くまでにエスカレートしたスポ根路線のスポーツ漫画が、1970年代も後半になると再びかつての明るく元気なスポーツを描くようになったとし、その例として『がんばれ元気』を挙げている。同じく漫画評論家の村上知彦も、ヒロイックさやドラマチックさをなるべく描かない等身大の少年による日常的な作品として本作を挙げた。また、ボクシング解説者の郡司信夫は、本作の試合場面描写のリアリティについて「ルールを守った正しい打ち方でルール違反はひとつもありません。違反なしにボクシングの技術を描くことは大変難しいことです」と評している。
これに対して漫画研究家の岩下朋世は、主人公の競技に挑む動機づけが必ずしも「父の復讐」ではない点から、米沢が唱える「健全さと明るさ」という評価に一部同意している。その一方で、連載終了から30年近くを経た2010年代の視点から見れば、主人公およびそのライバルたちの背負った人生も十分に壮絶なものであり、「暗さ、情念、生死をかけた戦い」といった点も大いに描かれているとして、米沢の評価に異を唱えている。岩下は本作品について「梶原一騎的なスポ根のアンチを模索する中で、むしろそこで描かれていた主題をより鈍化した物語構造を手に入れた」と指摘している。
また、漫画評論家のさやわかは本作について、貧困と密接に結びつけられた『あしたのジョー』の精神性を否定する構造とはなっているものの、シャーク堀口の死に至る経緯に象徴されるドラマ的演出、「山籠りをして熊と格闘」や「突如として超人的に覚醒」といったファンタジックな要素は残されていたとしている。が、「少年サンデーの作品らしく、非アウトローを標榜して人気作品となることには見事成功した」とし、本作が打ち出した「主人公が近親者の死を乗り越えて努力し、一代記の形で夢に挑戦する」といった物語展開は、サンデー誌上に掲載された『タッチ』（あだち充）や『MAJOR』（満田拓也）などのスポーツ漫画に踏襲されたと指摘している。

## あらすじ
5歳になる堀口元気は、ドサ回りのボクサーであり父のシャーク堀口と共に、各地を転々としながら生活を送っている。そんなある日、父のプロボクサー復帰が決定。慣れないフェザー級での試合ながら連勝を飾るが、天才ボクサー・関拳児との死闘の末、帰らぬ人となってしまう。やがて時が経ち、世界チャンピオンとなった関は、不敗の王者としてボクシング界に君臨する。一方、元気は母方の祖父母に引き取られ、田舎で何ひとつ不自由のない生活を送っていたが、志半ばで倒れた父の夢を実現するため、密かに練習に取り組む。元ボクサーの三島栄司、恩師の芦川悠子らの支えもあり成長を遂げた元気は、中学卒業と同時に単身上京、関を倒すべくプロボクサーを目指す。

## 登場人物
声優はテレビアニメ版のもの。
堀口 元気（ほりぐち げんき）
声 - 藤田淑子
本作の主人公。幼少時は父・シャーク堀口と共に各地を転々とする生活を送っていた。父の死後は資産家の祖父母に引き取られ、惜しみない愛情を与えられて何不自由なく育ったが、中学卒業を目前にして、父との約束を果たすべく上京。都会に一人で自らの生活を立てながら、プロボクシングの世界に足を踏み入れる。
父・シャーク堀口の手ほどきを受けてボクシングを始め、祖父母に引き取られて以降は我流で練習を積み、中学3年になってからは三島栄司から本格的なコーチを受ける。上京して永野ジムに入門した後はしばらく自分一人でトレーニングを行っていたが、デビュー戦を目前にして露木をトレーナーに迎えた。必殺技は、大きく身を屈め、立ち上がる勢いを利用して相手の顎をめがけストレートを放つ『アッパーストレート』。5歳の時のちびっこボクシングにおいて我流で習得し、その後も山場で度々用いていた。
卓越したボクシングセンスとパンチ力を持っているが、誰に対しても気遣いを忘れない心優しい性格で、そのためプロボクシングには向かないと思われていた。しかし、心の奥底には凶暴なまでの闘争本能が眠っており、激怒するなどするとそれが目覚め、誰にも止められなくなる。小学校時代の担任だった芦川悠子に対し、少年時代からずっと思いを寄せ、彼女の上京後も折に触れては交流を持ち続け、心の支えとしていた。
原作最終回で関拳児に勝利し、WBC・WBAのフェザー級統一王者になるが、突然、ボクサーを引退し、祖父母である田沼夫妻に電話で「帰ったら田沼元気になります」と告げ、芦川への手紙をしたためた上で祖父母の待つ家へ帰っていった。
シャーク堀口（シャークほりぐち）
声 - 井上真樹夫
元気の父親。本名・堀口秀樹（ほりぐち ひでき）。元はうだつの上がらないライト級の6回戦ボクサーで、妻・美奈子の死をきっかけにボクシングをやめ、様々な仕事で元気を養っていた。やがてドサ回りのボクサーとして元気と共に各地を回る生活を始め、プロボクシングのリングに復帰。2階級低いフェザー級の試合に連勝し8回戦に昇格するが、若手のホープだった関拳児と激闘を繰り広げた末に敗れ、その試合での負傷と無理な減量が原因となって命を落とした。関との壮絶な試合とその死に様は、元気と関のその後の人生に大きな影響をもたらしている。
芦川 悠子（あしかわ ゆうこ）
声 - 杉山佳寿子
本作のヒロイン。元気の小学校4年生のときの担任。元気の母・美奈子に瓜二つ。元気の担任でなくなった後も、何かと元気を気にかけている。人当たりがよく美人で、色々な男性から注目を浴びているが、学生時代からの恋人である三島に想いを寄せており、持ち込まれる縁談などは全て断っていた。
三島が死んだ後は、愛弟子の元気に三島を重ね、彼が単身上京した後、教師を辞めて元気の後を追うように上京し、OLとして働きながら、元気の身元保証人になるなど、折に触れて交流を続け、彼の心の支えとなり続けた。原作最終回でボクサー引退と祖父母の家に帰る事を告げた元気からの手紙を読み、既に帰郷の途にあった彼に思いを馳せるも、元気の愛を受け止めるにはまだ戸惑いもあり、ヨーロッパへ行き、いつか自分の中でわだかまりがなくなった時に会いに行くと手紙をしたためる。
ちなみに悠子という名前は、原作では一度も呼ばれたことがなく、アニメ化にあたって設定されたものである。

### ライバル・対戦相手
関 拳児（せき けんじ）
声 - 森功至
フェザー級プロボクサー。かつては若手の有望株と目され、自惚れの強い不遜な性格だった。しかしシャーク堀口との試合で勝利を収めこそするもその傲慢さを叩きのめされ、幼い元気と世界チャンピオンになる約束を交わし、19歳の若さでWBA世界王座を奪取。以降無敗のまま王座を防衛し続け、試合の度にKOタイムを予告しそれを実現させる怪物王者として君臨している。
芦川に想いを寄せていたがために、かつて三島を試合で嫉妬から容赦なく叩きのめしてしまい、期せずして三島を転落させるきっかけを作ってしまった。
元気との統一戦を前に、己の中の野生を解放するため山籠もりを行い、猪や熊を素手で殴り殺し、己の力を研ぎ澄まし、元気との闘いに赴くが激闘の末敗れ、満足げな表情を浮かべ元気に抱きかかえられながらリングを後にする。
火山 尊（ひやま たける）
声 - 古谷徹
元気の一学年先輩で小・中学校時代～プロまでのライバル。貧しい家に育ち、関拳児を目標にプロボクサーとして成り上がることを夢にしている一方、正反対の環境でボクシングに打ち込んでいる元気を激しく敵視している。元気はもちろん親のシャーク堀口すらも「老いて階級を落とし勝ち目がないのに再起するのは自己満足で舐めている。関拳児に殺されるのは当たり前だ」と冷酷かつ非常にシビアな持論を吐いて元気と直接対決し圧倒する。結果的にはこの闘いが元気自身の甘さを見なおさせ元気を進歩させる一因となった。
小学校、中学校とボクシング部に所属し、高校へは特待生として進学、1年生から2年連続で学生チャンピオンとなり、将来のオリンピック代表と目されていた。しかし元気との公開スパーリングで、テクニックの差を見せつけ終始優勢であったが、元気の放ったラッキーパンチによってダウンを奪われてしまう。その悔しさから高校を退学し、プロに転向する。
プロ入り後は、打たれ強さを身につけるために相手のパンチをわざと受けるような試合を続け、それが原因で視力が悪化。東日本新人王トーナメントの決勝戦で元気と対戦。圧倒的なテクニックで元気を追い詰めるが、理性が飛んで暴走した元気の逆襲に遭って逆転KO負け（顔面に32連打される）を喫し、視力を失って引退した。引退後は視力が若干回復し、母校でコーチを務めている。
警備員のバイトをしていた時にともこと偶然再会し、以来ともこに対して好意を抱く。
皆川 のぼる（みながわ のぼる）
声 - 中野聖子（少年時代）
子供預かり所で生活していた頃からの元気の友達。少年時代は、母親がストリッパーをしていたことでよくいじめられてグレていたらしい。いつしか元気への憧れがきっかけでボクシングを始め、上京してきた際に元気と10年ぶりの再会を果たす。ジムでトレーニングする傍ら、ラーメン屋で働き、母親と生活している。
プロテストでは元気とおなじくスパーリング相手をノックアウトし、その後も快進撃を続ける。東日本新人王トーナメントの準決勝では元気と念願の同門対決を迎えるが、どちらも負けさせたくないジムの方針で不戦敗にさせられ、元気との一戦は叶わなかった。のちにジムを移籍し日本チャンピオンとなって再び元気の前に立ちはだかる。元気の強打に耐え抜き、立ったまま気を失いTKO負けとなるが、元気と闘った充実感を得て引退し、母親に手伝ってもらう形でラーメン屋を開業する。
海道 卓（かいどう すぐる）
スキー・マラソン・モータースポーツなど様々な舞台で活躍する才能豊かな青年。大財閥の次男坊で、大金持ちの御曹司だが、陽気で嫌味な所が無い。ボクシングを始めてまもなく西日本フェザー級新人王となる。その才覚は、元気に対し露木が「海道の持って産まれた素質はお前以上だ！」と言い、海道対元気の世界戦でアナウンサーが「海道選手、堀口選手、関拳児さんの3人の中で素質的には失礼ながら、海道選手が上回っている気がします」と述べた時、解説席の関拳児が「私もそう思います」と答えた。つまり作品上、最強のフェザー級ボクサーであると示唆している。
全日本新人王決定戦で元気と対戦し、負けてしまうが、それがきっかけでボクシングにのめり込むようになり南米へ渡る。南米で、約1年の間に60試合以上という通常では考えられない程のハイペースで試合をこなし、『ボクシング地獄』と呼ばれるハードな環境で天分の才を開花させ、WBCフェザー級世界王者を56秒でKOし、世界王者として元気の前に再び立ちはだかる。だが、『ボクシング地獄』を経験した代償としてパンチドランカーになり、性格も以前の陽気さが無くなり、一見すると物静かで落ち着いた態度に見えるが、スパーリングで相手を叩きのめさなければ眠れないような、狂気をはらむようになった。元気との再戦で、一方的に試合を進めながら、まるで糸が切れたように倒れ、KO負けとなる。実家と縁を切って試合に臨み、試合終了後、自身の記憶を失う程症状が悪化し、自分を看取ってくれるように頼んだ露木と共に姿を消す。作中、屈指の天才かつ悲劇のボクサー。
ジャッカル斉藤（ジャッカルさいとう）
元気を売り出すため、永野会長がかませ犬として選んだ元気の対戦相手。元気との一戦に勝てば「離れて暮らしていた妻をお前の元に帰す」と、妻の父親であった会長と約束しており、息子と3人一緒に暮らせることを希望に戦った。しかし、二人の実力の差は歴然としており、元気の一方的な勝利に終わる。
元気は、リングサイドで必死な声援を送るジャッカルの息子の姿を見て、ジャッカルとその息子を、シャーク堀口と自分の姿に重ね合わせる。永野会長は、元気に派手な勝ち方を続けさせ人気を出す方針であったが、これ以上こんな辛い思いはしたくない元気は、もっと強い相手とのカードを組むよう会長に直訴する。
その後、復縁したらしく、妻の実家のジムでトレーナーとしてボクサーを指導している姿と、その傍で祖父の会長と話している息子の姿を元気が目撃している。
トニー・ゴステロ
東洋太平洋第3位として元気の前に立ちはだかった強敵。故郷はフィリピン。お金を稼いで家族を養うために、風間ジムの会長にスカウトをうけて、来日。元気に恐怖を与えるほどの不気味な威圧感と屈強なハングリー精神を持ち合わせる。
元気との激闘の末敗れた後、風間ジムから契約を打ち切られ一人寂しく帰国。その後、引退している。永野会長たちの会話で、引退後、悲惨な生活をしているらしいことが語られている。
それまでの元気の対戦相手と比べると対戦するのが無謀と思われるほどの強敵であったが、対戦後は関のようにKO予告タイムの宣言をして世界ランカーと戦えるようになるなど、対ゴステロ戦は元気の飛躍的なレベルアップのきっかけとなった。

### 丸山ボクシングジム
三島 栄司（みしま えいじ）
声 - 池田秀一
芦川悠子の学生時代からの恋人にして、元気のボクシングの恩師。元全日本学生チャンピオン。プロ転向後、関拳児に叩きのめされて挫折し、一時期はヤクザの用心棒にまで成り下がっていた。背中に不動明王の刺青を入れてしまい現役復帰は不可能になってしまう。
元気と初めて出会った時は丸山ジムの居候で、酒浸りの生活を送っていた。元気が小学4年の時、ジムに殴り込んできたヤクザを返り討ちにし、出所後に元気のトレーナーになることを約束して刑務所に収監される。その後、元気が中学3年の時に出所するも重病に冒されていた。しかし、そんな体を押して約束通りトレーナーを務め、最後はスパーリングで自分と互角以上に渡り合った元気の成長を喜びながら息を引き取った。
露木によると、基本に沿ったきれいなボクシングをしていたという。
山谷 勝三（やまたに かつぞう）
声 - 増岡弘
丸山ジムの練習生で、本業はクリーニング屋の店員。ジムで初めてプロテストに合格しフライ級ボクサーとなったが、小学生の元気とスパーリングをしても「パンチがスローモーションのようによく見える」程度の実力であった。5年間の現役生活で、未勝利のまま引退。
引退を決意した山谷は元気に、自分は元気と違って才能はなく負けっぱなしだったが、最後の一度だけでも勝ちたいと告白し引退試合に臨む。その引退試合も非常に丁寧に描かれている。元気が上京後もプロテストや試合の度に駆けつけ応援をし続ける。モデルは川谷拓三。

### 元気の学生時代の友人、教師
石田 ともこ（いしだ ともこ）
声 - 潘恵子
元気の中学の同級生。元気に好意を寄せ、積極的にアタックし続ける。中学卒業後、大切にしていた元気から届いた手紙を父親に見つかり咎められたことをきっかけに家出し、元気を追うように上京する。アイドル歌手としてデビューし人気者になるが、引退しミュージック・ティーサロンでピアノの弾き語りを務める。
岡村 秀一（おかむら しゅういち）
声 - 田中秀幸
元気の中学の同級生。勉強一筋のガリ勉で、それ以外に取り柄のない自分に人知れず劣等感を抱いている。一時は元気のことを気に入らなかったが、殴り合うことで理解しあい、元気の親友となる。後に東京大学に進学し、上京してからはかなり明るい性格になった。彼もまた都会の生活の中で、自分のあり方や異性への葛藤に苦しみながらも成長していく。法学部に所属しており、将来は官僚を目指している。
元気のクラスの担任教師
英語担当。ともこの元気との「交際宣言」に対し、驚きつつも健全な交際を望む前向きな姿勢を取る。成績優秀で金銭的にも恵まれている元気の卒業後就職の進路に対しても何度も相談し、元気の生い立ちを知りつつも「田沼の祖父母に世話になっておきながら卒業後家を出るのはおまえのエゴイズムでしかない」ときっぱり言い切る熱い面も見せる。

### 永野ボクシングジム
永野 英吉（ながの えいきち）
声 - 大竹宏
永野ボクシングジムの先代の会長。どのくらいの期間つとめていたか定かではないが、少なくともシャーク堀口が現役の頃～プロとしてカムバックした時期まではつとめていることがわかる。会長として活躍していた際は、いつもサングラスをかけており、ダンディーで渋いキャラクターを醸し出していた。シャーク堀口がカムバックした際は、彼の才能がないことを指摘し、ずばり辞めるよう意見する場面もあった。会長を引退した後、孫を連れて何度か永野ジムに訪れていたようだ。元気と関拳児との戦いを心待ちにしていたが、皮肉にもその決戦の直前に亡くなってしまう。
永野 たけし（ながの たけし）
元気の所属するジムの会長。先代の会長の息子であり、同じくサングラスをかけている。若いがかなりのやり手らしい。ときに元気を叱咤し、冷酷ともとれる手段や発言もあるが、相手の立場に立って考える柔軟さもある人物。ジム経営に関しては、いかに金を儲けられるボクサーを作るか、という現実的なスタンスで臨んでおり、父の遺志を継いで関拳児と戦うことしか頭にない元気とはしばしば折り合いが合わなかった。しかし最終的には引退の意思を固めていた元気の気持ちを理解し、関拳児との最終決戦を終えた元気を駅まで送り、「いい夢を見させてもらった」と告げながら帰郷の途につく彼を見送った。
露木（つゆき）
永野ボクシングジムのトレーナー。独身。30年前からボクシング界におり、元気の父・シャーク堀口や三島のことも知っていた。教えていた選手を廃人にしてしまってからは、専属のトレーナーをしていなかった。三島以降、頑なにトレーナーがつくことを拒否していた元気の才能を見抜き、専属トレーナーとなる。厳しいトレーニングを科し、時には元気を追い詰めてまで鍛え抜く。優しすぎるが故に相手に非情になりきれないこと等、弱点の多かった元気のメンタル面の成長に特に大きく貢献する。元気にとって、上京しプロになって以降、最も敬愛する父のような存在だった。
海道卓が才能を開花させた代償として重度のパンチドランカーになってしまったことを見抜き、試合を止めようとしたが、海道の意志を認め、自分のボクシング人生の全てをかけて元気を鍛えた後、元気に海道の症状を教え、海道のためにも全力で闘って欲しいと願うとともに、海道を看取るために元気のトレーナーを辞める事を伝え元気の前から去る。
終戦後、生き残った贖罪感から無謀な試合を行いボクシングにのめりこんでいったが、本格的にボクシングをしようと思った時にはすでにボクシングが出来ない体になっていたが、それでもボクシングから離れる事が出来ず、トレーナーになった過去があり、自分の過去と海道の姿を重ね合わせていた。

### 東京の人々
北 一平（きた いっぺい）
上京した元気の下宿先の隣部屋に住む浪人生。勉強に身を入れなければいけないということはわかりつつも恋愛にうつつを抜かし、失恋と浪人を幾度も繰り返す。芦川に一目惚れするも結局は振られる。実家は米農家で、後に父親が病気になり、実家を継ぐために進学を諦め帰郷するが、最後に受けた大学に合格し、帰郷の電車の窓から、追いかけてきた元気と芦川から合格した事を教えてもらい、嬉し涙を流しながら帰郷していった。
木村 静子（きむら しずこ）
梅の屋で芸者の修行中。故郷の母親からの手紙を川に落として困っていたところを、たまたま通りかかった元気が川に飛び込み拾ってあげた。梅の屋には元気がお寿司の配達に行ったことがあった。その後、「静ねえさん」と呼ぶ後輩も出来るなど、芸者として独り立ちし、元気と関拳児の試合をテレビで観戦している。
桐島 玲子（きりしま れいこ）
フォトグラファーの卵。元気を被写体として追いかけると宣言する。対戦相手を思いやってしまう優しい性格の元気に、対戦するジャッカル斉藤親子が置かれているつらい状況などを報告しにやって来るなど、余計な動きをしてしまう。
亀将寿司の隠居（かめまさずしのいんきょ）
元気が上京して間もなく、電車の中で出会った老人で名前は不明。寿司屋を営んでいたが、今は息子が後を継ぎ、隠居している。高度なスリの技術を持ち、相手に気づかれないまま、財布を盗んだ後、金額を確認しさらに元に戻すスリルを楽しんでいたが、その行為を偶然元気に見られ、自分の技術を見破ったことで、元気を気に入り、店に連れて来て息子の反対を押し切り従業員として雇う。
亀将寿司の主人（かめまさずしのしゅじん）
元気が連れて来られた寿司屋の店主で、名前は将士。父親が連れてきた、身元がはっきりしない元気の事を気に入らず、元気も寿司職人になるつもりは無かったため、真面目に働いていたが、店の経営が苦しいという理由から、父親を通して元気を解雇する。元気を辞めさせるさいに、気まずかったのか寿司を振舞ったが、元気に対しては常に辛くあたっていた。その後、元気がボクサーとして有名になると態度を豹変し、北の送別会で店に行った際に歓迎したり、元気と関拳児の試合の際、客から元気が働いていたことを聞かれると、辞めさせたにもかかわらず、自慢げに客に答えている。
君司 秀夫（くんじ ひでお）
元気がテレビのチビッコ・ボクシングに出演した際のボクシング解説者。元気があみだした必殺技「アッパーストレート」の名付け親である。以後、プロデビュー後の試合でもたびたび解説者として登場する。モデルは郡司信夫で、郡司本人も本作を愛読しており、編集部にファンレターを送っている。

### その他
堀口 美奈子（ほりぐち みなこ）
声 - 小山茉美
元気の母。資産家の一人娘として裕福な生活をしていたが、シャーク堀口と恋に落ち、駆け落ちする。もともと体が丈夫ではなく、産まれてくる子に、元気な子供に育って欲しいという願いを込めて『元気』と名付けるが、元気が産まれて間もなく亡くなる。
田沼 樹三郎（たぬま きさぶろう） / 田沼 愛子（たぬま あいこ）
声 - 永井一郎 / 坂井志満
元気の母方の祖父母。資産家。シャーク堀口の死後、身寄りのなくなった元気を引き取り、中学3年生まで育てた。互いを「愛ちゃん」「樹三郎ちゃん」と呼び合う仲良し夫婦。
一人娘だった美奈子と、美奈子の忘れ形見である元気をこの上なく愛しているが、シャーク堀口に対しては美奈子と駆け落ちし、貧しい生活で死に追いやったと思い込んでいるため激しい憎しみを抱いていて、元気を引き取ろうとしたさい、夫婦でシャーク堀口を罵っている。
原作では最終回で元気から、ボクサーを辞めて自分達の家に戻ること、行かなかった高校に進学すること、そして田沼姓を名乗ることを電話越しに告げられ、ベッドの中で万感の思いと共に互いに涙を流しながら、元気の帰りを待つところで物語は終わりを告げる。
おたき
田沼家の家政婦。
清水(アニメ版では「高村」と呼ばれている。）
田沼家の運転手。じつは熱狂的なボクシングファン。
堀口秀作（ほりぐち　しゅうさく）/堀口きぬ（ほりぐち　きぬ）
元気の父方の祖父母の名前。（原作では名前・人物は登場しない。アニメ版第16話「父ちゃんの故郷」で元気が父の故郷、鳩山村へ墓参りの際生家へ行き、落ちていた郵便受けを拾い名前を見て父の生家と確認した時に父の名前と一緒に表示されている。人物は村のお婆さんの回想シーンの雪崩事故で死亡した際のシルエット画像のみで登場する。）

## プロデビュー後の戦績
1. 塚本猛（中岡）　1R2分15秒 KO／4回戦　デビュー戦
2. 松山正三（玉拳闘）　2R45秒 KO／4回戦　東日本新人王決定戦1回戦
3. 高橋新治（山中）　1R2分43秒 KO／4回戦　東日本新人王決定戦2回戦
4. 皆川のぼる（永野）　不戦勝／4回戦　東日本新人王決定戦準決勝
5. 火山尊（風間）　6R2分53秒 KO／6回戦　→東日本新人王獲得
6. 海道卓（立花）　1R2分36秒 KO／6回戦　→全日本新人王獲得
7. 不明　1R開始早々一発KO／6回戦
8. ジャッカル斉藤（浦安）　1R KO／6回戦
9. トニー・ゴステロ（風間）　5R KO／8回戦　→東洋太平洋ランキング4位に
10. ジョニー・グレンデス　3R33秒 KO／10回戦　→世界ランキング9位に
11. ルディ・カルマウス　5R1分25秒 KO／10回戦　→世界ランキング7位に
12. 皆川のぼる（大日本激拳）　2R2分52秒 KO／10回戦　ノンタイトル戦
13. 海道卓　9R KO／15回戦 →WBC世界王座獲得
14. 関拳児（福島）　12R2分30秒 KO／15回戦　→WBA･WBC統一世界王座獲得（引退）

通算成績　14戦全勝 （13KO／1不戦勝）

## テレビアニメ版
テレビアニメは1980年7月16日から1981年4月1日まで全35話、東映動画の制作によりフジテレビ系にて放送。
りんたろう、小松原一男、椋尾篁というアニメ映画『銀河鉄道999』のスタッフの布陣で挑み、雪室俊一が1人で全脚本を執筆して、長期シリーズになることが期待された。ヒットして長期放送となることを見据えて、原作に追いつかないように、アニメオリジナルエピソードも実際に盛り込まれている。りんたろうと小松原一男は元気の子供時代をじっくりと描きたかったが、スポンサー等の意見で途中で中学生に成長させ、その時点で小松原は降板し、キャラクター設計と作画監督は香西隆男に交代。
オリジナルエピソードの導入や演出の妙により、原作の「湿気のある人情ドラマ」が緩和されており、生活感のある描写を評価する声もあったが、三島栄司の死のエピソードまで進行したところで打ち切りとなり、最終話において上京後、元気と関との対戦が匂わせられたところで放送終了となった。本作の後番組となった『Dr.スランプ アラレちゃん』は大ヒットとなり、2001年3月21日放送の『ONE PIECE』第62話&第63話まで、この枠では約21年間東映アニメーション作品が続くこととなる。
本作の制作に関わったメインライターの雪室俊一、美術設定の椋尾篁、製作担当の岸本松司、撮影の佐野禎史、編集の花井正明、録音の二宮健治、選曲の宮下滋は、後番組『Dr.スランプ アラレちゃん』にも参加している。
2021年現在、衛星波の再放送は今のところ予定はないが動画配信ではYouTubeの東映アニメーションミュージアムチャンネルにて同年9月9日から全35話を毎週木曜12時更新5話ずつ2週間限定で順次無料公開中である。また同年12月8日には全35話をBlu-rayディスク1枚にまとめた『がんばれ元気 一挙見Blu-ray』を東映ビデオから発売することが決まった。

### スタッフ
- 企画：高見義雄（東映動画）
- 脚本：雪室俊一
- 音楽：森田公一
- キャラクター設計：香西隆男→小松原一男
- 美術設定：椋尾篁
- チーフディレクター：りんたろう
- 製作担当：岸本松司
- 原画：須田正己、青山充、牟田清司、海老沢幸男、富永貞義、伊東誠、平山智、本橋秀之 他
- 特殊効果：中島正之、堰合昇、佐藤章二
- 撮影：佐野禎史
- 編集：花井正明→田中修
- 録音：二宮健治
- 効果：伊藤道広
- 選曲：宮下滋
- 記録：池田紀代子→原芳子
- 製作進行：池田裕之、加藤雄治、伊藤文夫、田中佐智子、荒川弘枝
- 演出助手：伊藤文夫、荒川弘枝
- 現像：東映化学
- 制作：フジテレビ、東映動画

クレジット表記は、東映動画作品では珍しく縦書きだった。

### 主題歌
オープニングテーマ - 『風になれ!』
作詞 - 海野洋司 / 作曲・編曲 - 森田公一 / 歌 - 堀欣也、こおろぎ'73、ザ・チャープス
エンディングテーマ - 『まっ白なリングへ』
作詞 - 海野洋司 / 作曲・編曲 - 森田公一 / 歌 - 堀欣也、こおろぎ'73、ザ・チャープス
（1980年7月、日本コロムビアより発売/オリコン最高位3位）

### 各話リスト
| 話 | サブタイトル               | （絵コンテ） 演出       | 作画監督   | 美術            | 放送日         |
| -- | -------------------------- | ----------------------- | ---------- | --------------- | -------------- |
| 1  | ぼくと父ちゃん二人旅       | りんたろう              | 小松原一男 | 窪田忠雄 椋尾篁 | 1980年 7月16日 |
| 2  | ちっちゃなチャンピオン     | 新田義方                | 須田正己   | 椋尾篁          | 7月23日        |
| 3  | 親子ボクサー大奮戦         | 大関雅幸                | 津野二朗   | 窪田忠雄 山川晃 | 7月30日        |
| 4  | 遊園地の夜                 | 佐々木正広              | 清山滋崇   | 窪田忠雄 山川晃 | 8月13日        |
| 5  | 父ちゃんは生きている       | 笠井由勝                | 森利夫     | 窪田忠雄 山川晃 | 8月20日        |
| 6  | 母ちゃん色の芦川先生       | りんたろう              | 小松原一男 | 窪田忠雄 山川晃 | 8月27日        |
| 7  | 父ちゃんパンチの炸裂だ     | 松浦錠平                | 野館誠一   | 窪田忠雄        | 9月3日         |
| 8  | 傷だらけのグローブ         | 笠井由勝                | 須田正己   | 窪田忠雄        | 9月10日        |
| 9  | ともだちの日・母ちゃんの日 | 大関雅幸                | 津野二朗   | 窪田忠雄        | 9月17日        |
| 10 | 母ちゃんのアルバム         | 佐々木正広              | 清山滋崇   | 窪田忠雄        | 9月24日        |
| 11 | はじめてのライバル         | 笠井由勝                | 長崎重信   | 窪田忠雄        | 10月1日        |
| 12 | 風の中のウエディングドレス | 山吉康夫                | 森利夫     | 窪田忠雄        | 10月15日       |
| 13 | 関拳児まであと七年         | 松浦錠平                | 坂井俊一   | 山口俊和        | 10月22日       |
| 14 | 秋空高く二人三脚           | りんたろう              | 小松原一男 | 窪田忠雄        | 10月29日       |
| 15 | さようならの長い汽笛       | 笠井由勝                | 小松原一男 | 窪田忠雄        | 11月5日        |
| 16 | 父ちゃんの故郷             | 大関雅幸                | 津野二朗   | 窪田忠雄        | 11月12日       |
| 17 | はじめてのヒーロー         | 佐々木正広              | 清山滋崇   | 窪田忠雄        | 11月19日       |
| 18 | 山谷勝三おれは三枚目       | りんたろう              | 須田正己   | 窪田忠雄        | 11月26日       |
| 19 | 五才の思い出もどろか駅     | 笠井由勝                | 阿部司     | 窪田忠雄        | 12月3日        |
| 20 | 七年ぶりの東京             | （佐々木正広） 松浦錠平 | 小松原一男 | 窪田忠雄        | 12月10日       |
| 21 | 火山尊の手帳               | りんたろう              | 小松原一男 | 窪田忠雄        | 12月17日       |
| 22 | クリスマスの雪だるま       | 大関雅幸                | 津野二朗   | 窪田忠雄        | 12月24日       |
| 23 | 桜のトンネルの向こうで     | 佐々木正広              | 清山滋崇   | 窪田忠雄        | 1981年 1月7日  |
| 24 | 帰ってきた三島栄司         | 笠井由勝                | 阿部司     | 窪田忠雄        | 1月14日        |
| 25 | さらばライバル火山尊       | 佐々木正広              | 須田正己   | 窪田忠雄        | 1月21日        |
| 26 | 霧の中の関拳児             | 永丘昭典                | 香西隆男   | 窪田忠雄        | 1月28日        |
| 27 | 秀才岡村の挑戦             | 大関雅幸                | 津野二朗   | 窪田忠雄        | 2月4日         |
| 28 | 友情ある決闘               | 池田裕之                | 小松原一男 | 窪田忠雄        | 2月11日        |
| 29 | 日曜日の黒に秘密           | 佐々木正広              | 清山滋崇   | 坂本信人        | 2月18日        |
| 30 | とも子の家出               | （福島和美） 池田裕之   | 阿部司     | 窪田忠雄        | 2月25日        |
| 31 | 静かなるスパーリング       | 大関雅幸                | 須田正己   | 窪田忠雄        | 3月4日         |
| 32 | 瞳の中の花火               | 永丘昭典                | 香西隆男   | 窪田忠雄        | 3月11日        |
| 33 | 最後のスパーリング         | （大関雅幸） 池田裕之   | 津野二朗   | 窪田忠雄        | 3月18日        |
| 34 | 三島栄司、最後の盆歌       | 佐々木正広              | 清山滋崇   | 窪田忠雄        | 3月25日        |
| 35 | 明日に向かって走れ         | 笠井由勝                | 香西隆男   | 窪田忠雄        | 4月1日         |

### 放送局
※放送日時は福島テレビ以外、1981年3月中旬 - 4月終了時点、放送系列は放送当時のものとする。
| 放送地域       | 放送局         | 放送日時                                                             | 放送系列                                     | 備考 |
| -------------- | -------------- | -------------------------------------------------------------------- | -------------------------------------------- | --- |
| 関東広域圏     | フジテレビ     | 水曜 19:00 - 19:30                                                   | フジテレビ系列                               | 制作局 |
| 北海道         | 北海道文化放送 | 水曜 19:00 - 19:30                                                   | フジテレビ系列                               | |
| 宮城県         | 仙台放送       | 水曜 19:00 - 19:30                                                   | フジテレビ系列                               | |
| 秋田県         | 秋田テレビ     | 水曜 19:00 - 19:30                                                   | フジテレビ系列 テレビ朝日系列                | 1981年3月まではフジテレビ系列単独加盟局。                                                                                        |
| 山形県         | 山形テレビ     | 水曜 19:00 - 19:30                                                   | フジテレビ系列                               | |
| 長野県         | 長野放送       | 水曜 19:00 - 19:30                                                   | フジテレビ系列                               | |
| 静岡県         | テレビ静岡     | 水曜 19:00 - 19:30                                                   | フジテレビ系列                               | |
| 富山県         | 富山テレビ     | 水曜 19:00 - 19:30                                                   | フジテレビ系列                               | |
| 石川県         | 石川テレビ     | 水曜 19:00 - 19:30                                                   | フジテレビ系列                               | |
| 福井県         | 福井テレビ     | 水曜 19:00 - 19:30                                                   | フジテレビ系列                               | |
| 中京広域圏     | 東海テレビ     | 水曜 19:00 - 19:30                                                   | フジテレビ系列                               | |
| 近畿広域圏     | 関西テレビ     | 水曜 19:00 - 19:30                                                   | フジテレビ系列                               | |
| 島根県・鳥取県 | 山陰中央テレビ | 水曜 19:00 - 19:30                                                   | フジテレビ系列                               | |
| 岡山県・香川県 | 岡山放送       | 水曜 19:00 - 19:30                                                   | フジテレビ系列                               | |
| 広島県         | テレビ新広島   | 水曜 19:00 - 19:30                                                   | フジテレビ系列                               | |
| 愛媛県         | 愛媛放送       | 水曜 19:00 - 19:30                                                   | フジテレビ系列                               | 現・テレビ愛媛。 |
| 福岡県         | テレビ西日本   | 水曜 19:00 - 19:30                                                   | フジテレビ系列                               | |
| 佐賀県         | サガテレビ     | 水曜 19:00 - 19:30                                                   | フジテレビ系列                               | |
| 宮崎県         | テレビ宮崎     | 水曜 19:00 - 19:30                                                   | フジテレビ系列 日本テレビ系列 テレビ朝日系列 | |
| 沖縄県         | 沖縄テレビ     | 水曜 19:00 - 19:30                                                   | フジテレビ系列                               | |
| 青森県         | 青森放送       | 火曜 17:30 - 18:00                                                   | 日本テレビ系列 テレビ朝日系列                | |
| 岩手県         | テレビ岩手     | 月曜 17:30 - 18:00                                                   | 日本テレビ系列                               | |
| 山梨県         | 山梨放送       | 月曜 17:00 - 17:30                                                   | 日本テレビ系列                               | |
| 新潟県         | 新潟総合テレビ | 金曜 18:30 - 19:00                                                   | フジテレビ系列 テレビ朝日系列                | 現・NST新潟総合テレビ。 1981年3月までは日本テレビ系列とのトリプルクロスネット局。 1981年4月にテレビ新潟の開局に伴い、NNNを脱退。 |
| 山口県         | テレビ山口     | 火曜 17:30 - 18:00                                                   | TBS系列                                      | |
| 長崎県         | テレビ長崎     | 土曜 18:00 - 18:30                                                   | フジテレビ系列 日本テレビ系列                | |
| 熊本県         | テレビ熊本     | 火曜 19:00 - 19:30                                                   | フジテレビ系列 日本テレビ系列 テレビ朝日系列 | |
| 大分県         | テレビ大分     | 金曜 17:30 - 18:00                                                   | フジテレビ系列 日本テレビ系列 テレビ朝日系列 | |
| 鹿児島県       | 南日本放送     | 土曜 17:30 - 18:00                                                   | TBS系列                                      | |
| 福島県         | 福島テレビ     | 水曜 6:15 - 6:45（1981年9月まで） 金曜 6:15 - 6:45（1981年10月より） | フジテレビ系列 TBS系列                       | 1981年4月より |

## ラジオドラマ
1977年5月24日、ニッポン放送にて『オールナイトニッポン』特別番組として本作のラジオドラマが放送された。4時間ぶっ通し生放送のラジオドラマ第3弾。スタジオにはリングやサンドバッグも設けられていたという。

### キャスト
- 堀口元気：郷ひろみ
- 関拳児：山田隆夫
- 芦川先生：あべ静江
- 石田ともこ：松原愛
- シャーク堀口：田中信夫
- 解説：かぜ耕士
- その他：岡田奈々、鈴木ヒロミツ、ずうとるび、稲川淳二
- ナレーション：納谷悟朗

### 主題歌
『がんばれ元気』
作詞 - 小池一夫 / 作曲 - 小林亜星 / 編曲 - 高田弘 / 歌 - にしきのあきら
（1977年5月21日、CBSソニーより発売）

## 舞台
ラジオドラマに続いて少年サンデー創刊1000号記念として、主演太川陽介で本作が舞台化された。会場は砂防会館で、1977年8月29日～31日の3日間、1日2回公演であった。脚本は折戸伸弘、演出は福沢富夫。
太川は舞台を前に協栄ジムに通い、当時WBA世界ジュニアフライ級チャンピオンであった具志堅用高の特訓を受けたという。

## エピソード
- 作者は1975年の『週刊少年サンデー増刊』において、本作と同名の読み切り作品を掲載している。但しこちらは前作『おれは直角』のキャラクターを現代に置き換えた野球漫画で、本作との関連は一切ない。
- 元気と露木が火山とのスパーリングに向かう際に乗ったタクシーの運転手は、同時期に少年サンデーで連載されていたおやこ刑事のキャラクターの柴田勘太郎である。また、おやこ刑事の作中にも、ひったくり犯を捕まえるゲストキャラとして元気が登場する[21]。
- 格闘家・須藤元気の名前は、父親が本作のファンであったことから付けられた。
- 2007年にはヤーマ社から本作のパチスロ機『がんばれ元気』、翌2008年には同社から続編『がんばれ元気　激闘編』が発売されている。
- ロックバンド・VOW WOWのボーカリストである人見元基の芸名は、本作の主人公「堀口元気」に似ていたことに由来している。
- アニメ版が開始して3ヶ月後の1980年10月14日に同局で放送された恒例特別番組『オールスター紅白大運動会』に、元気（子供時代）の着ぐるみ人形が紅組の応援として登場（白組は『タイムパトロール隊オタスケマン』のオタスケマン1号・オタスケマン2号・オジャママン）、フジテレビ系アニメキャラの着ぐるみが同番組に登場したのは、これが初である。なお翌1981年10月20日に放送された同番組には、次番組『Dr.スランプ アラレちゃん』の則巻アラレが紅組応援として登場した（白組は『新竹取物語 1000年女王』の雨森始）。
- 2020年東京オリンピックのボクシング・女子フェザー級で日本の女子では初となる金メダルを獲得した入江聖奈は、小学生の時に母が持っていたこの作品を読んだことがきっかけでボクシングを始めた[22]。